# Comtat de Mòdica
El comtat de Mòdica fou una jurisdicció feudal de l'illa de Sicília. Va ser fundat el 25 de març de 1296, després de les Vespres sicilianes i va desaparèixer el 12 de desembre de 1816, amb l'entrada en vigor del decret que abolia el feudalisme. Va ser un dels comtats més importants, tant a nivell administratiu com geogràfic.

## Llista dels comtes de Mòdica

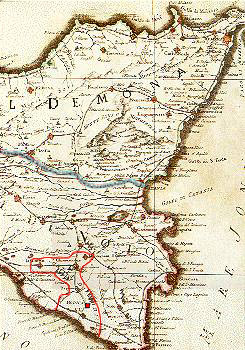
Mapa històric de l'illa de Sicília, on es mostra el comtat de Mòdica en vermell.

### Casa dels Mosca/Chiaramonte
| No. | Nom          | Inici | Final |
| --- | ------------ | ----- | ----- |
| 1   | Manfredi     | 1296  | 1321  |
| 2   | Giovanni II  | 1321  | 1342  |
| 3   | Manfredi II  | 1342  | 1353  |
| 4   | Simone       | 1353  | 1357  |
| 5   | Federico III | 1357  | 1364  |
| 6   | Matteo       | 1364  | 1377  |
| 7   | Manfredi III | 1377  | 1391  |
| 8   | Andrea       | 1391  | 1392  |

### Casa dels Cabrera
| No. | Nom                                     | Inici | Final     |
| --- | --------------------------------------- | ----- | --------- |
| 1   | Bernat                                  | 1392  | 1423      |
| 2   | Bernat Joan                             | 1423  | 1466      |
| 3   | Joan I                                  | 1466  | 1474      |
| 4   | Joan II                                 | 1474  | 1477      |
| 5   | Anna I amb Fadrique Enríquez de Velasco | 1477  | 1526/1530 |

### Casa dels Enriquez-Cabrera
| No. | Nom              | Inici | Final |
| --- | ---------------- | ----- | ----- |
| 6   | Luis I           | 1530  | 1565. |
| 7   | Luis II          | 1565  | 1596  |
| 8   | Luis III         | 1596  | 1600  |
| 9   | Juan Alfonso     | 1600  | 1647  |
| 10  | Juan Gaspare     | 1647  | 1691  |
| 11  | Giovanni Tommaso | 1691  | 1702  |
| 12  | Pasquale         | 1729  | 1740  |
| 13  | Maria            | 1740  | 1742  |

### Casa d'Alba
| No. | Nom            | Inici | Final   |
| --- | -------------- | ----- | ------- |
| 14  | María Teresa   | 1742  | 1755    |
| 15  | Fernando       | 1755  | 1776    |
| 16  | María Cayetana | 1776  | 1802    |
| 17  | Carlos Miguel  | 1802  | 1835    |
| 18  | Jacobo         | 1835  | 1881    |
| 19  | Carlos María   | 1881  | 1902    |
| 20  | Jacobo         | 1902  | 1953    |
| 21  | Cayetana       | 1953  | 2014    |
| 22  | Carlos         | 2014  | present |